# Trying to Get to You
Trying to Get to You (engl. für Mein Bemühen, dich zu erreichen) ist ein von Rose Marie McCoy und Charles Singleton verfasstes Lied aus dem Jahr 1954.
Die Originalaufnahme wurde im selben Jahr von den Eagles aufgenommen und erschien auf der B-Seite der Single Please, Please.
Bald darauf nahm auch Elvis Presley das Lied auf, als er noch bei Sun Records unter Vertrag stand. Die Rechte gingen dann aber über auf sein neues Musiklabel RCA Records und das Lied erschien erstmals 1956 auf dem ersten von RCA veröffentlichten Album mit dem Titel Elvis Presley. Presley sang das Lied auch mehrmals live und es gibt Veröffentlichungen solcher Live-Versionen unter anderem auf den Livealben Elvis Recorded Live on Stage in Memphis (1974) und Elvis in Concert (1977). Das letztgenannte Album ist ein Mitschnitt seiner letzten Tournee vom Juni 1977, in dem er das Publikum unter anderem darüber informiert, dass ihm dieses Lied besonders gut gefällt, dass es auch seinem Vater und seiner damaligen (und letzten) Freundin Ginger Alden gefällt. Danach scherzt er bei der Vorstellung des Liedes über die verschiedenen Formen des you: „It’s called Trying to get to you (dt. Mein Bemühen, dich zu erreichen). Or Trying to get to y’all (Mein Bemühen, euch alle zu erreichen). Es kommt darauf an, woher man kommt. Trying to get to yous (Mein Bemühen, euch zu erreichen). You all (Euch alle).“ Außerdem war das Lied Bestandteil seiner Comeback-Show von 1968 und erschien auch auf mehreren Mitschnitten der 1968er Comeback Show.
1956 erschien das Lied auf einer Single von Roy Orbison mit der B-Seite Ooby Dooby.
1959 nahm Ricky Nelson eine weitere Version des Liedes auf, das zum ersten Mal im Fernsehen zu sehen war, als er es in einer Folge der Fernsehserie The Adventures of Ozzie & Harriet sang.
Außerdem nahmen noch zahlreiche weitere Künstler dieses Lied auf; darunter The Animals, Johnny Hallyday, Faith Hill, Chris Isaak,
Johnny Rivers, und die Stray Cats.

## Inhalt
Das Lied erzählt die Geschichte eines Mannes, der nach einer Dissonanz unbedingt seine Freundin wiedersehen will (I just had to reach you baby, in spite of all that I’ve been through; dt. Ich musste dich unbedingt erreichen, trotz allem, was ich durchgemacht habe), nachdem diese ihm in einem Brief ihre Liebe gestanden hat. Er reist Tag und Nacht über Berg und Tal, um sie zu erreichen. Denn die vielen Meilen, die sie trennen, sind kein Hindernis für ihn. In seiner unermüdlichen Suche ist er sich auch Gottes Hilfe bewusst: Lord above me knows I love you. It was He who brought me through. When my way was dark at night, He would shine His brightest light when I was trying to get to you; dt. Der Herr über mir weiß, dass ich dich liebe. Er war es, der mir den Weg geebnet hat. Wenn mein Weg nachts dunkel war, leuchtete Er sein hellstes Licht, als ich versuchte, dich zu erreichen.